# Astilbe longipedicellata
Astilbe longipedicellata (Hatus.) S.Akiyama & Kadota är en stenbräckeväxt som  ingår i släktet astilbar och familjen stenbräckeväxter.

## Beskrivning
Astilbe longipedicellata är en perenn ört.
Inga underarter finns listade i Catalogue of Life.

## Habitat
Östra Asien.